# Цихевдави
Цихевдави (груз. ციხევდავი) — село в Грузии, в муниципалитете Душети края Мцхета-Мтианети. 

## География
Село расположено в юго-западной части края, в 17 километрах по прямой к юго-западу от центра муниципалитета Душети. Высота центра — 960 метров над уровнем моря.

## Население
По данным переписи населения 2014 года, в селе проживало 88 человек.
| Год  | Население |
| ---- | --------- |
| 2002 | 144       |
| 2014 | 88        |